# Bocca Baciata
Bocca Baciata és una pintura a l'oli realitzada el 1859 per l'artista prerafaelita Dante Gabriel Rossetti que representa un punt d'inflexió a la seva carrera.
Va ser la primera de les seves pintures d'una figura femenina sola, i va establir l'estil que més tard esdevendria la signatura de la seva obra. La model del quadre era Fanny Cornforth, la principal inspiració per a Rossetti en figures sensuals.
El títol significa "boca petonejada", fa referència a l'experiència sexual del subjecte i prové del proverbi italià que està escrit al darrere de la pintura:
Bocca baciata non perde ventura, anzi rinnova come fa la luna.

‘La boca que ha estat petonejada no perd el seu sabor, de fet es renova com ho fa la lluna.'

Rossetti, un traductor consumat de literatura italiana antiga, probablement coneixia el proverbi del Decameró de Boccaccio on s'utilitza com la culminació de la història de Alatiel: una bella princesa sarraïna que, tot i haver tingut relacions sexuals en potser deu mil vegades amb vuit amants separats en l'espai de quatre anys, ella mateixa es va presentar amb èxit al rei de l'Algarve com una núvia verge.
Rossetti va explicar en una carta a William Bell Scott que estava tractant de pintar carn més plenament, i per "evitar el que jo sé que és un error meu que m'afligeix - i de fet bastant comú en la pintura prerafaelita- el fet de puntejar per representar la carn .. .fins i tot entre els vells bons pintors, els seus retrats i fotografies més simples són gairebé sempre les seves obres mestres pel color i l'execució, i m'imagino si es manté a la vista, un podria tenir una millor oportunitat d'aprendre a pintar finalment".
La pintura podria haver-hi estat influïda pel retrat fet per John Everett Millais de la seva cunyada Sophie Gray, completat dos anys abans.